# 国鉄タム8000形貨車
国鉄タム8000形貨車（こくてつタム8000がたかしゃ）は、かつて日本国有鉄道（国鉄）及び1987年（昭和62年）4月の国鉄分割民営化後は日本貨物鉄道（JR貨物）に在籍した私有貨車（タンク車）である。

## 概要
本形式は、過酸化水素専用の15 t積二軸貨車で、過酸化水素専用車としては初めての形式である。1962年（昭和37年）から1965年（昭和40年）にかけて8ロット15両（アタム8000 - アタム8014）が汽車製造、日立製作所、日本車輌製造および三菱重工業で製作された。
走り装置は、当初から二段リンク式で、最高速度は75 km/hである。台枠は、長さ7,000 mmまたは7,400 mmの平台枠である。
落成時の所有者は、安宅産業、江戸川化学工業（数か月後に三菱江戸川化学へ改称）、三徳化学工業の3社であった。それぞれの常備駅は、岳南富士岡駅、山北駅、苫小牧駅であった。
三徳化学工業所有車は、1967年（昭和42年）4月21日に日本パーオキサイドへ名義変更された。
三菱江戸川化学所有車は、1971年（昭和46年）12月17日に日本瓦斯化学工業との合併により三菱瓦斯化学へ名義変更された。工場の移転にともない、常備駅は南四日市駅に変更されている。
安宅産業所有車は、1977年（昭和52年）2月16日に東海電化工業へ名義変更された。
1979年（昭和54年）10月より化成品分類番号「化侵58」（酸化性の物質、侵食性の物質、酸化性物質、侵食性のあるもの）が標記された。
タンク体は、積荷の分解防止のため純アルミニウム（A1070P）製、ドーム付きのキセ（外板）なし直胴タイプである。破損防止の注意喚起のため、副記号「ア」を冠し、「アタム」と称し、タンク体には「純アルミ」、「連結注意」と標記された。タンク体の長さは6,300 mm、内径は1,700 mm（汽車製造製のもの）である。タンク内部には、補強のため皿形の波除け板が4枚設置されている。受台は、強度の低い純アルミニウム製タンクを支えるため、大型である。荷役方式は、積込は液出入管から行い、荷卸しは液出入管と空気加圧による上出し方式である。液出入管と空気管はドームの頂部に設けられ、空気管には異物除去用のフィルターが内蔵されている。塗色は、アルミニウム地肌の銀色である。
全長は7,800 - 8,200 mm、全幅は2,530 mm、全高は3,615 mm、軸距は4,200 - 4,450 mm、自重は9.5 - 10.0 t、換算両数は積車2.6、空車1.0、車軸は12 t長軸であった。
1987年（昭和62年）4月の国鉄分割民営化時にはアタム8003を除く14両がJR貨物に継承されたが、1994年（平成6年）度に2両（アタム8009・アタム8010）が廃車となり、1995年（平成7年）度末時点では12両（アタム8000 - アタム8002、アタム8004 - アタム8008、アタム8011 - アタム8014）が現存していたが、2003年（平成15年）5月に12両一斉に廃車となり同時に形式消滅となった。

### 年度別製造数
各年度による製造会社と両数、所有者は次のとおりである。（所有者は落成時の社名）
- 昭和36年度 - 1両
  - 日立製作所 1両 安宅産業（アタム8003）
- 昭和37年度 - 10両
  - 汽車製造 3両 江戸川化学工業（アタム8000 - アタム8002）
  - 汽車製造 3両 三菱江戸川化学（アタム8004 - アタム8006）
  - 汽車製造 2両 三菱江戸川化学（アタム8007・アタム8008）
  - 日本車輌製造 2両 三徳化学工業（アタム8009・アタム8010）
- 昭和39年度 - 2両
  - 三菱重工業 1両 三菱江戸川化学（アタム8011）
  - 汽車製造 1両 三菱江戸川化学（アタム8012）
- 昭和40年度 - 2両
  - 汽車製造 2両 三菱江戸川化学（アタム8013・アタム8014）

## 保存
三重県いなべ市の貨物鉄道博物館（三岐鉄道三岐線丹生川駅構内）に、アタム8000が保存されている。